# Ø. Toreby Station
Ø. Toreby Station er en dansk jernbanestation i Øster Toreby.

## Historie
Nystedbanen, der blev åbnet i 1910, grenede fra Lollandsbanen her, og et kort stykke af dens spor er bevaret. Nystedbanen anlagde i 1928 et trinbræt, der blev opkaldt efter den daværende landsby Nagelsti 2 km mod syd, for der var dengang ikke noget, der hed Øster Toreby. Nagelsti trinbræts perron lå lige efter et afløbsspor, som sikrede at et tog fra Nysted ikke ved en fejl kørte ud på Lollandsbanen.
Nystedbanens persontrafik stoppede i 1961 og godstrafikken i 1966. Først i 1996, da Øster Toreby var vokset op og Nagelsti var blevet en by, oprettede Lollandsbanen det nuværende standsningssted.